# 福莱甘兹罗斯
福莱甘兹罗斯（希臘語：Φολέγανδρος）是希腊南愛琴大區錫拉專區的市镇，行政中心为福莱甘兹罗斯村（又称霍拉）。市镇面积为32.216平方公里，2021年人口数量为719人。
此市镇包括整个福萊甘茲羅斯島及周边几个小岛，这些岛屿是基克拉泽斯群岛的一部分。